# Ardisia filiformis
Ardisia filiformis är en viveväxtart som beskrevs av Egbert Hamilton Walker. Ardisia filiformis ingår i släktet Ardisia och familjen viveväxter. Inga underarter finns listade i Catalogue of Life.